# Kevin Magee (motociclista)
Kevin Magee (Horsham, 16 luglio 1962) è un pilota motociclistico australiano ritiratosi dall'attività agonistica.

## Carriera
Ha iniziato la sua carriera nelle competizioni australiane della Superbike e, dopo essersi fatto conoscere in campo internazionale con un secondo posto ottenuto alla 8 Ore di Suzuka del 1986, ha ottenuto tre wild card per partecipare ad alcuni gran premi del motomondiale 1987 con la Yamaha del Team Roberts. In quello stesso anno ottiene anche la vittoria alla 8 Ore di Suzuka, in coppia con il tedesco Martin Wimmer e si impone in una prova del Campionato mondiale Formula TT 1987.
Dal motomondiale 1988 entra a far parte a pieno titolo del Team Roberts quale compagno di squadra dello statunitense Wayne Rainey con cui tra l'altro gareggia nuovamente nella 8 Ore di Suzuka, ottenendo nuovamente la vittoria.
In questa prima stagione completa del mondiale ottiene anche quella che sarà poi la sua unica vittoria nel contesto del motomondiale, nel Gran Premio motociclistico di Spagna 1988, giungendo al quinto posto nella classifica finale. Lo stesso risultato finale lo ottiene anche nel motomondiale 1989 concluso senza nessun piazzamento sul podio.
All'inizio della stagione successiva, in occasione del Gran Premio motociclistico degli Stati Uniti d'America 1990 è incorso in un grave incidente che l'ha tenuto a lungo lontano dalle gare; da quel momento le sue presenze nel motomondiale sono state sporadiche e limitate alle prove asiatiche e australiane.
Nel 1991 fa il suo esordio nel campionato mondiale Superbike, prendendo parte al GP di Sugo ed a quello di Phillip Island, ottenendo una vittoria (in gara 1) in Australia e altri due piazzamenti a podio. Partecipa agli stessi GP della passata stagione anche nel 1992, vincendo nuovamente la prima gara corsa a Phillip Island. Nel totale delle sue partecipazioni nel mondiale Superbike, Magee è salito sul palco di premiazione del podio in sette delle otto gare disputate.
Dopo il ritiro dalle competizioni attive è diventato commentatore delle gare motociclistiche per emittenti televisive australiane.

## Risultati in gara

### Motomondiale
| 1987 | Classe | Moto   |     |  |  |  |  |  |    |  |  |  |  |  |   |  |  | Punti | Pos. |
| ---- | ------ | ------ | --- |  |  |  |  |  | -- |  |  |  |  |  | - |  |  | ----- | ---- |
| 1987 | 500    | Yamaha | Rit |  |  |  |  |  | 10 |  |  |  |  |  | 3 |  |  | 11    | 15º  |

| 1988 | Classe | Moto   |   |     |   |   |   |   |   |   |    |   |   |   |   |     |   | Punti | Pos. |
| ---- | ------ | ------ | - | --- | - | - | - | - | - | - | -- | - | - | - | - | --- | - | ----- | ---- |
| 1988 | 500    | Yamaha | 7 | Rit | 1 | 3 | 5 | 5 | 6 | 4 | NP | 5 | 9 | 5 | 6 | Rit | 6 | 138   | 5º   |

| 1989 | Classe | Moto   |   |   |   |  |  |   |   |   |   |   |   |   |   |   |   | Punti | Pos. |
| ---- | ------ | ------ | - | - | - |  |  | - | - | - | - | - | - | - | - | - | - | ----- | ---- |
| 1989 | 500    | Yamaha | 5 | 4 | 4 |  |  | 7 | 5 | 4 | 4 | 7 | 5 | 6 | 5 | 7 | 6 | 138,5 | 5º   |

| 1990 | Classe | Moto   |   |     |  |  |  |  |  |  |  |  |  |  |  |  |  | Punti | Pos. |
| ---- | ------ | ------ | - | --- |  |  |  |  |  |  |  |  |  |  |  |  |  | ----- | ---- |
| 1990 | 500    | Suzuki | 4 | Rit |  |  |  |  |  |  |  |  |  |  |  |  |  | 13    | 21º  |

| 1991 | Classe | Moto            |    |    |  |  |  |  |  |  |  |  |  |  |  |  |   | Punti | Pos. |
| ---- | ------ | --------------- | -- | -- |  |  |  |  |  |  |  |  |  |  |  |  | - | ----- | ---- |
| 1991 | 500    | Suzuki e Yamaha | 13 | 11 |  |  |  |  |  |  |  |  |  |  |  |  | 5 | 19    | 19º  |

| 1993 | Classe | Moto   |  |  |   |  |  |  |  |  |  |  |  |  |  |  |  | Punti | Pos. |
| ---- | ------ | ------ |  |  | - |  |  |  |  |  |  |  |  |  |  |  |  | ----- | ---- |
| 1993 | 500    | Yamaha |  |  | 9 |  |  |  |  |  |  |  |  |  |  |  |  | 7     | 25º  |

| Legenda | 1º posto        | 2º posto            | 3º posto            | A punti      | Senza punti        | Grassetto – Pole position Corsivo – Giro più veloce |
| Legenda | Gara non valida | Non qual./Non part. | Ritirato/Non class. | Squalificato | '-' Dato non disp. | Grassetto – Pole position Corsivo – Giro più veloce |

### Campionato mondiale Superbike
| 1991 | Moto   |  |  |  |  |  |  |  |  |  |  |  |  |  |  |   |   |  |  |  |  |  |  |  |  |   |   | Punti | Pos. |
| ---- | ------ |  |  |  |  |  |  |  |  |  |  |  |  |  |  | - | - |  |  |  |  |  |  |  |  | - | - | ----- | ---- |
| 1991 | Yamaha |  |  |  |  |  |  |  |  |  |  |  |  |  |  | 5 | 3 |  |  |  |  |  |  |  |  | 1 | 2 | 63    | 14º  |

| 1992 | Moto   |  |  |  |  |  |  |  |  |  |  |  |  |  |  |  |  |   |   |  |  |  |  |   |   |  |  | Punti | Pos. |
| ---- | ------ |  |  |  |  |  |  |  |  |  |  |  |  |  |  |  |  | - | - |  |  |  |  | - | - |  |  | ----- | ---- |
| 1992 | Yamaha |  |  |  |  |  |  |  |  |  |  |  |  |  |  |  |  | 2 | 2 |  |  |  |  | 1 | 2 |  |  | 71    | 12º  |

| Legenda | 1º posto        | 2º posto            | 3º posto           | A punti      | Senza punti        | Grassetto – Pole position Corsivo – Giro più veloce |
| Legenda | Gara non valida | Non qual./Non part. | Ritirato/Non class | Squalificato | '-' Dato non disp. | Grassetto – Pole position Corsivo – Giro più veloce |